# Albuca barbata
Albuca barbata är en sparrisväxtart som först beskrevs av Nikolaus Joseph von Jacquin, och fick sitt nu gällande namn av John Charles Manning och Peter Goldblatt. Albuca barbata ingår i släktet Albuca och familjen sparrisväxter. Inga underarter finns listade i Catalogue of Life.